# 为化妆舞会做准备

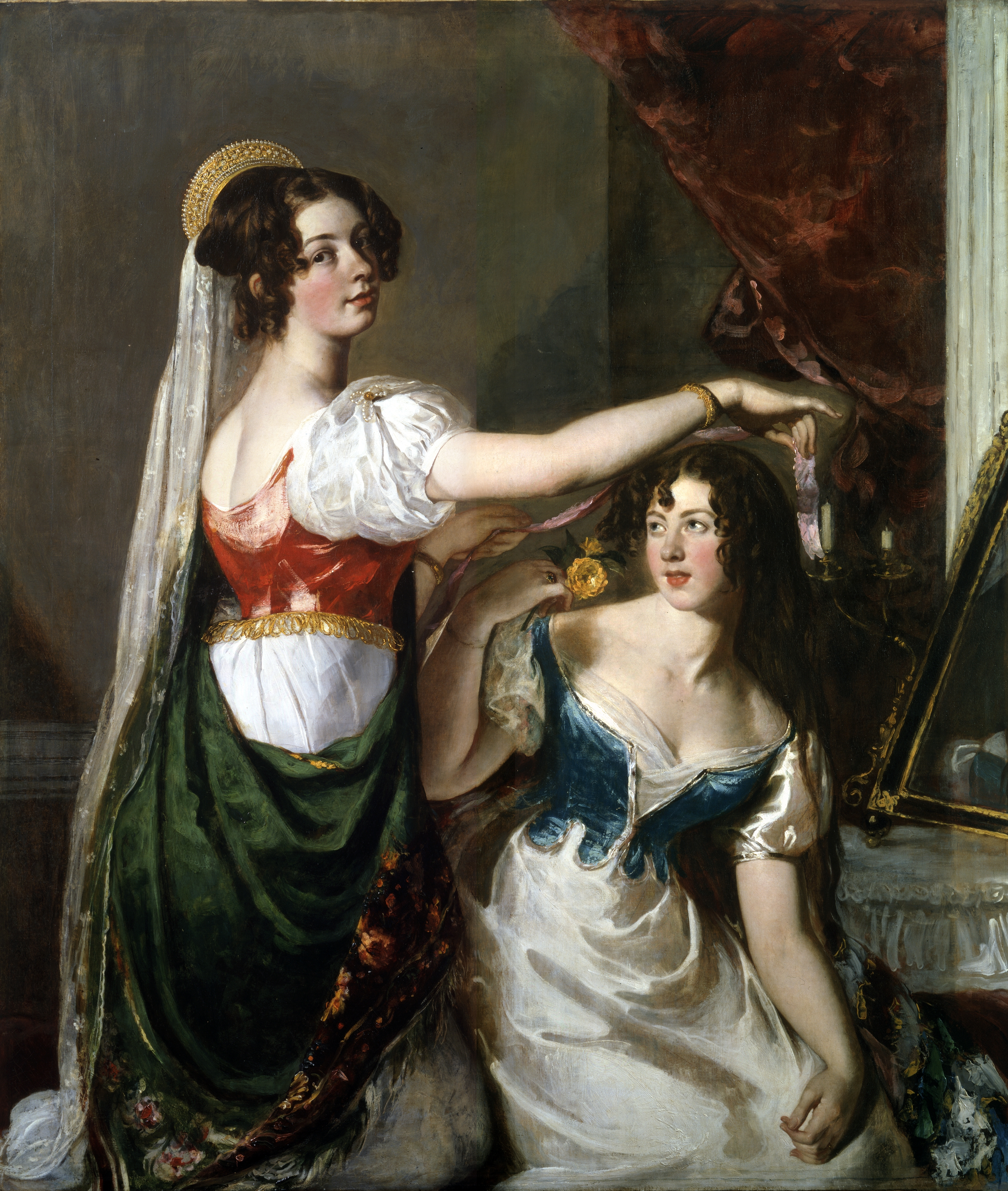
《为化装舞会做准备》（1835年）

《为化妆舞会做准备》，也称为《威廉姆斯·韦恩家的小姐们》， 是一副173*150厘米（68*59英尺）的布面油画，由英国艺术家威廉·埃蒂（William Etty）创作，于 1835 年首次展出，目前保存于约克美术馆。尽管当时埃蒂以创作裸体人物的历史画闻名，但他于 1833 年受威尔士保守党政治家查尔斯·沃特金·威廉姆斯·永利的委托，为他的两个女儿画像。《为化妆舞会做准备》展示了威廉姆斯·永利的女儿夏洛特和玛丽穿着奢华的意大利风格服装，姐姐夏洛特站着，帮助坐着的妹妹玛丽用丝带和玫瑰装饰她的头发。埃蒂花费了比平时创作更长的时间完成这幅作品，可见其用心。
这幅画于1835年完成，同年在皇家艺术研究院夏季展览上展出，受到普遍好评，甚至之前看不上埃蒂本人及其作品的艺术评论家这一次也一反常态地吹捧起他的这幅画作。它也向人们证明了埃蒂既有能力完成高质量的作品，同时也值得得到权贵的赞助，因此《为化妆舞会做准备》的成功为埃蒂吸引来了未来更多的订单。这幅画被玛丽·威廉姆斯·韦恩 (Mary Williams-Wynn) 的后代收藏，除了在1849 年举办的回顾展中展出以外，160年间没有公开展出过。一位私人收藏家于1982年从威廉姆斯·韦恩家族手中购买了这幅作品，至此直到2009年被约克美术馆收购，它才得以为世人所知。现在这幅画在该美术馆成为埃蒂重要作品展示的一部分。

## 画家背景

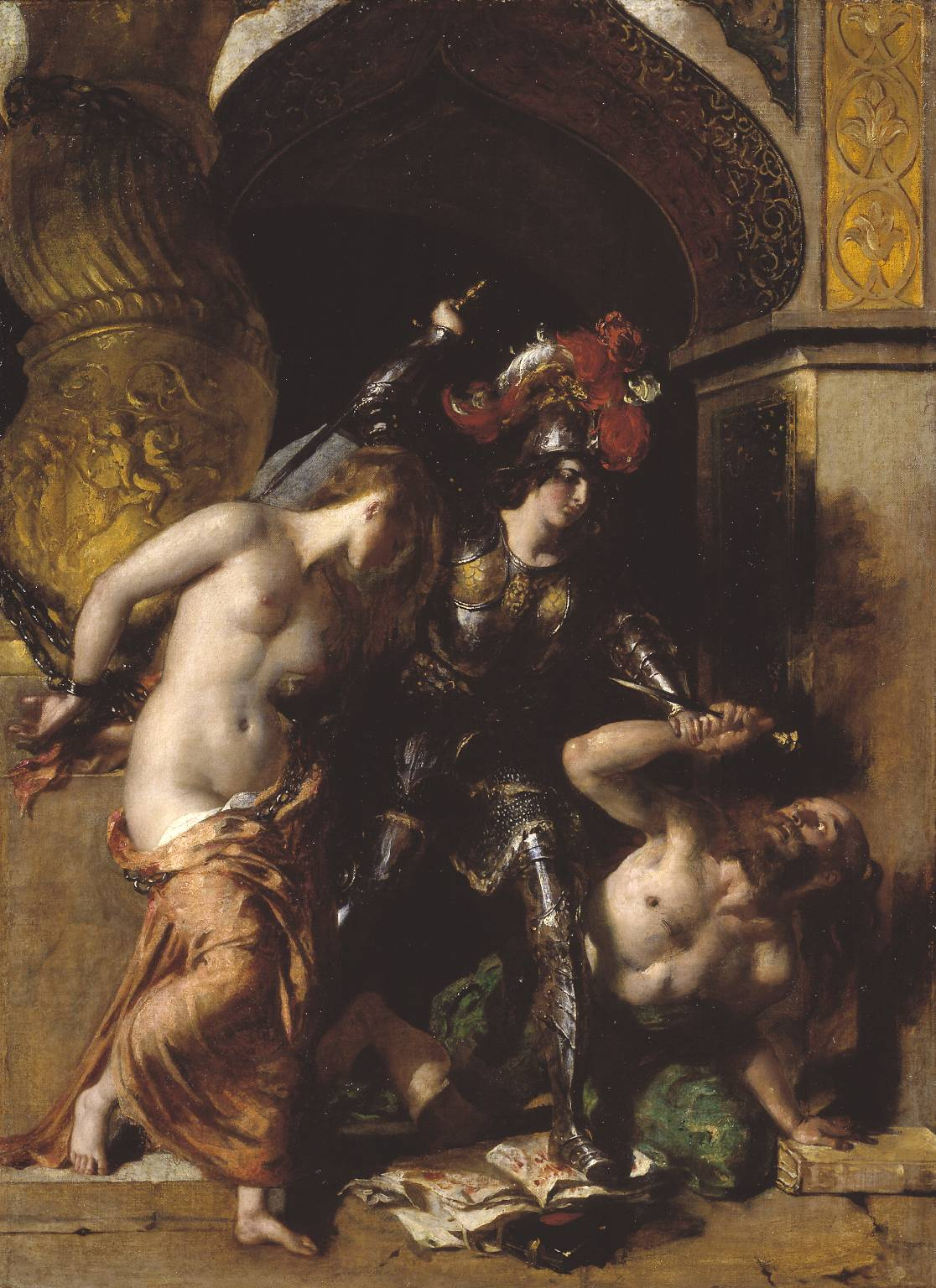
《布里托玛耳提挽救阿莫雷特》 创作于1833 年。 十九世纪三十年代初期，因为被认为假借创作文学和神话背景之由，描画不雅的裸体，威廉·埃蒂曾经一度臭名昭著。

威廉·埃蒂 (William Etty) 出生于约克一个磨坊和面包房家庭，最初是赫尔 (Hull) 的印刷学徒。在完成七年的学徒生涯后，他在18岁时移居伦敦，打算继承早期艺术大师（Old Master）的传统成为一位历史画家。受提香和鲁本斯作品的影响，埃蒂将完成的画作提交给英国皇家艺术研究院和英国学会（British Institution），但结果都是拒绝展出或者在展出时很少受到关注。 
1821 年，英国皇家艺术研究院接受并展出了埃蒂的作品之一，《克莱奥帕特拉的凯旋》。这幅画非常受欢迎，埃蒂也因此受到许多同行艺术家的认可。1828 年，他被选为皇家艺术研究院院士，名誉高于了约翰·康斯特布尔。 他在绘画中准确捕捉肤色的能力以及对肤色对比的逼真还原是他备受推崇的原因。在展览“埃及艳后”举办之后，埃蒂在接下来的十年里尝试复制曾经的辉煌，开始以圣经、文学和神话为背景，绘制裸体人物。 1820 年至 1829 年间，埃蒂展共出了 15 幅画作，其中 14 幅描绘的是裸体人物。 
虽然当时的英国收藏家会收藏一些欧洲艺术家创作的裸体画作为私藏，但英国本国画家并不创作裸体画，且1787 年英国颁布了《劝阻罪恶宣言》，明令禁止了向公众展示、分发含有裸体内容画作的行为。埃蒂是第一位专攻裸体画的英国画家，其画作在整个十九世纪持续吸引着下层阶级的关注。许多评论家抨击他描画女性裸体为不雅之举，然而他的男性裸体画却普遍受到好评。 （因为埃蒂的男性裸体肖像主要描绘的都是神话英雄角色和古典战争场景，这类主题的男性裸体画在英国是被接受的）。从 1832 年开始，埃蒂由于当时媒体的反复谴责而开始有意识地在他的作品中反映道德内涵，不过在创作内容上还是以裸体为主。

### 《伊丽莎白·波茨》

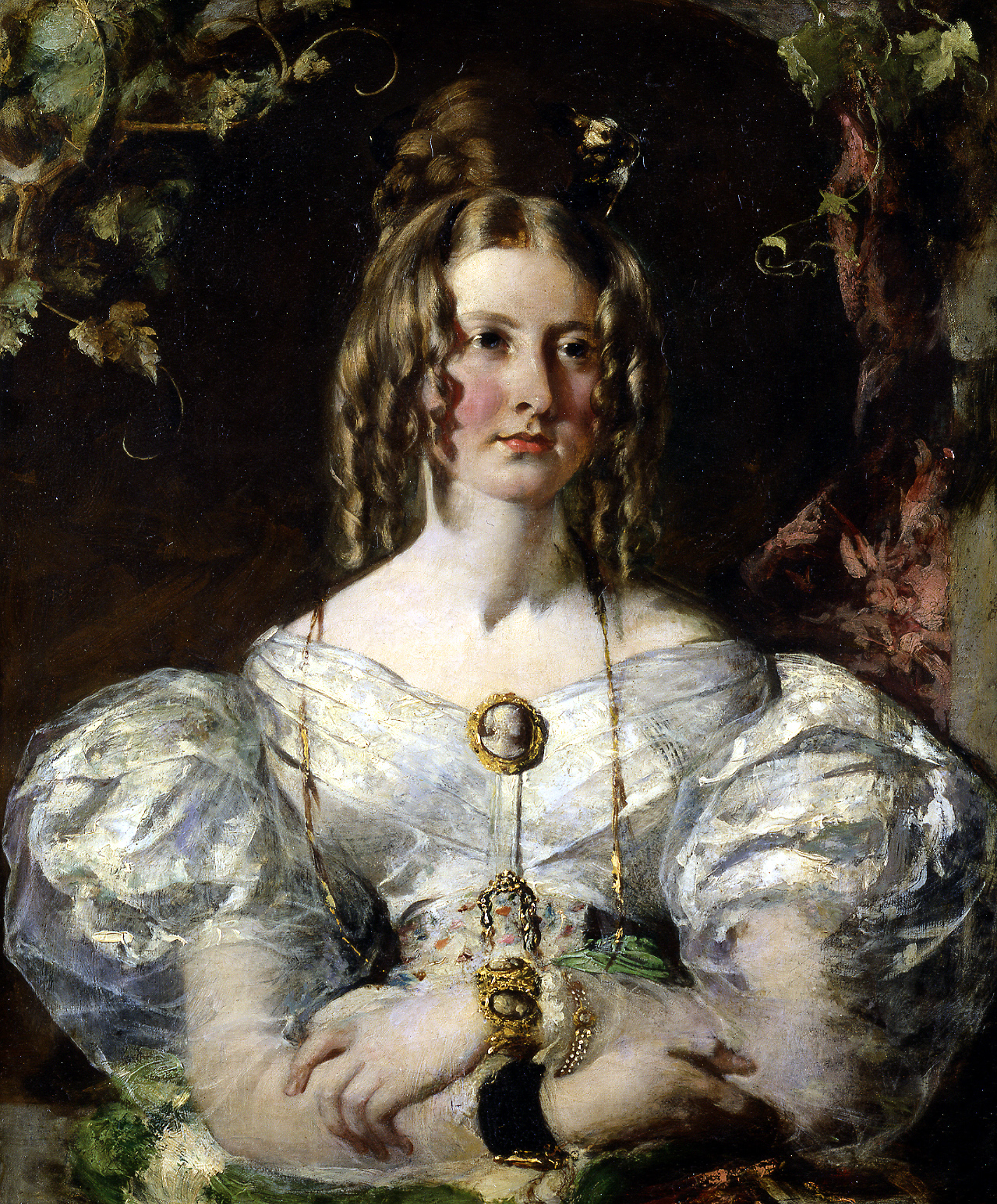
画作《伊丽莎白·波茨》 (Elizabeth Potts) 的展览招致了评论家的批评，因为埃蒂放弃了历史绘画领域，转而进军更有利可图但不受尊重的肖像画领域。

尽管当时以画裸体出名，但1833年埃蒂受到来自伦敦克拉珀姆的托马斯·波茨委托为他的女儿伊丽莎白画一幅肖像。 波茨付给他 65堅尼 (英國貨幣)（按2022年汇率计算约为6,900英镑）。 埃蒂在 1834 年的皇家艺术研究院夏季展览上将《伊丽莎白·波茨》改名为《一副肖像》展出，因为肖像本人的母亲要求对她的身份保密。由于他在展览前得了重病而无法作画，展览中除了《伊丽莎白·波茨》之外，他只另外展出了一副作品《红衣主教》。 
评论家对《伊丽莎白·波茨》差评如潮。埃蒂的仰慕者对他离开历史画领域而转向当时不被看好的肖像画领域的行为感到愤怒，而埃蒂的批评者则认为这幅画证明了他没有创作高质量肖像的能力，只是想用自己的名头在更有利可图的肖像画领域赚快钱。历史画一般在展览会上售出的价格要不低于要价，但其结果往往是卖不出去。而肖像画是由被画人或其家人委托创作的，为艺术家提供了有保障的收入来源。历史画被视为一种艺术形式，而肖像画则只是展示现实；历史画的创作需要更多的创造力，艺术家也可凭此形式传授道德内涵。
埃蒂一生都与他的故乡约克有着密不可分的关系。1829 年乔纳森·马丁在约克大教堂纵火袭击，造成了重大损失，埃蒂在之后恢复建筑物原状的工作中做出了突出贡献。在这一任务中他的其中一位同事就是威尔士政治家查尔斯·沃特金·威廉姆斯·韦恩，蒙哥马利郡议会的长期保守党议员。

## 作品

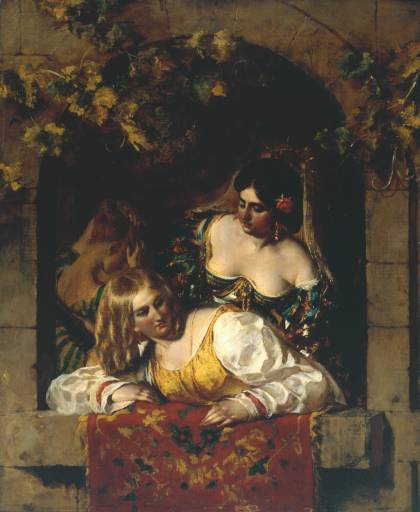
埃蒂1831年另一幅作品中的服装与《为化装舞会做准备》中的服装非常相似。

1833 年底，埃蒂受到威廉姆斯·韦恩的委托为他的两个女儿创作肖像画， 《为化妆舞会做准备》由此作出。画中描绘了身穿奢华的意大利风格服装的两位女子——威廉姆斯·韦恩的两个女儿夏洛特和玛丽。两姐妹之所以穿着意大利风格的服装，是由于在十九世纪早期英国人对意大利文化非常感兴趣。起源于意大利的美声唱法在当时风靡全英国。威廉·莎士比亚的意大利戏剧在那个时期也极受欢迎。 因为埃蒂在威尼斯等意大利城市生活过很长一段时间，因此他对意大利服装的设计非常熟悉，而且画中韦恩姐妹的服饰与埃蒂其他画作中描绘的威尼斯女性服饰也非常相似，比如《嘉年华时的威尼斯之窗》。不过对于画作中的服装究竟是不是意大利风格，也有人持不同看法，丹尼斯·法尔 (Dennis Farr)在 1958 年为埃蒂撰写的传记中，根据夏洛特的头饰推测，其服装元素其实可能属于俄罗斯风格。还有艺术史学家伦纳德·罗宾逊 (Leonard Robinson) 指出，尽管画作名为“为化妆舞会做准备”，但画中的两姐妹实际上并不是准备去参加舞会，只是穿着华丽而已。
人们在这幅作品中可以找到托马斯·劳伦斯（Thomas Lawrence ）以及约书亚·雷诺兹 (Joshua Reynolds ) 的影子，这是因为在1807至1808年前者曾是埃蒂的老师，而后者则一直是埃蒂的偶像，埃蒂经常临摹他的作品练习画技。

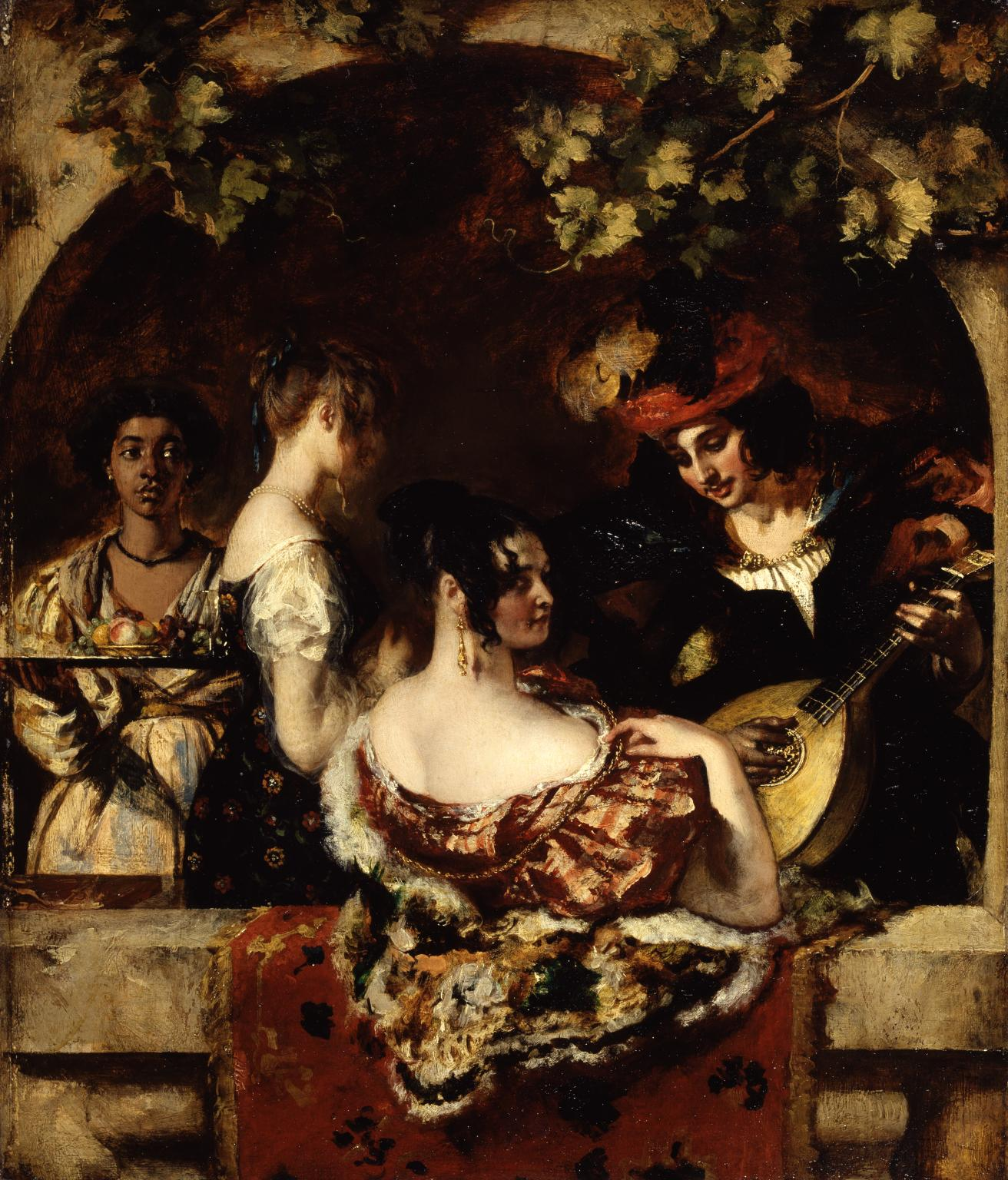
《为化妆舞会做准备》的构图与埃蒂于 1835 年初展出的《鲁特琴诗人》的构图有相似之处。

这是一幅“四分之三”肖像画，画中姐姐夏洛特站起来帮助坐着的妹妹玛丽用丝带和玫瑰装饰她的头发。 两个人物的位置安排与埃蒂另一幅作品《鲁特琴诗人》中间女性的位置相似，创作时间也大约在同一时期，法尔认为《为化妆舞会做准备》是该作品主题的延续。 （《鲁特琴诗人》 于 1835 年初与特纳的《上议院和下议院的火灾》一起在英国皇家艺术研究院展出，展览中在后者的对比下前者有些黯然失色，甚至英国杂志《旁观者》还曾评论说，与特纳鲜艳的色彩相比，《鲁特琴诗人》的颜料看起来“好像是用泥浆调的”。 )
这幅画作中所描绘的为化装舞会做准备的场景对埃蒂中上层阶级的受众来说应该颇为熟悉。十九世纪三十年代在伦敦及英国其他城市，这样的舞会和派对都极为流行。虽然着装与当代化装舞会上所穿的一些服饰相比还较为保守，但两姐妹礼服繁复的设计已经说明了威廉姆斯·韦恩家族在当时时尚圈的地位。
与平时的创作相比，埃蒂在创作《为化装舞会做准备》时花费的时间长了一些，两姐妹也因此需要更长时间的维持一个姿势不动，过程十分枯燥，对此埃蒂向她们表示了歉意。他解释说，他不仅仅是在描绘韦恩姐妹的外表，更是在“创作艺术作品”。
很遗憾我无法让这件事不那么无聊。因为如果仅仅追求画作与本人的“相似”的话，可能您们只用在这里坐一小会儿就足够了。但是如果想要让作品达到所谓”艺术品“的水平，这就要另当别论了。我需要倾注更多的精力，多到远超于创作一副普通的肖像画所需要的。我确定，只要从合适的角度看待，我们付出的时间并不是无用的。“任何值得做的事，都值得做好。”“凡是你手可作的，都当尽力去作。”——引自威廉·埃蒂写给威廉姆斯·韦恩家族的一封信，信中解释了韦恩姐妹需要延长为画作当模特的时间的原因。

## 对埃蒂的接纳

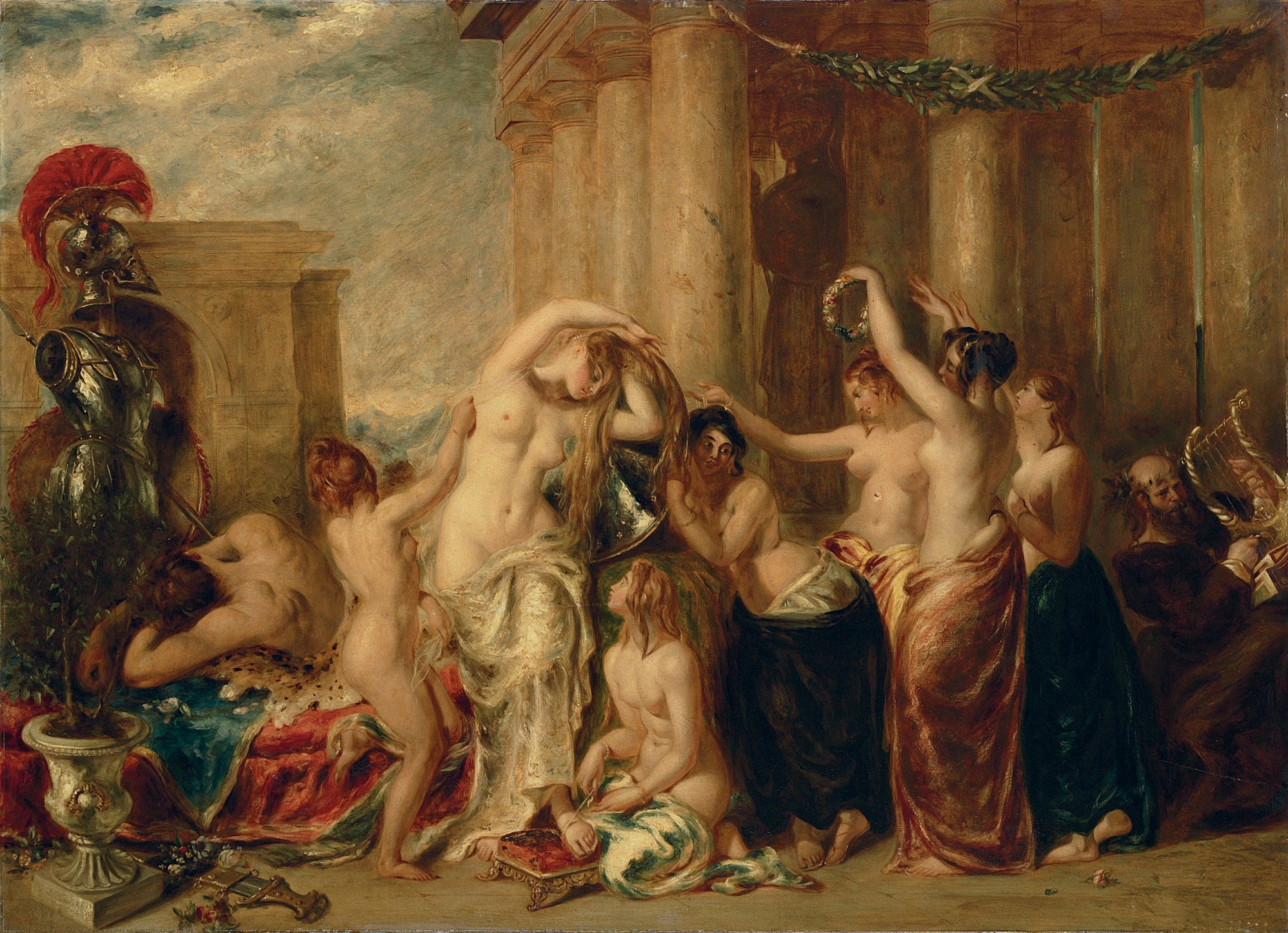
《维纳斯与她的卫星》于1835年与《为化妆舞会做准备》一同展出。

《为化妆舞会做准备》是威廉·埃蒂在1835年皇家艺术研究院夏季展览会中展出的八幅作品之一，其余作品分别是《叹息桥》、《闲湖上的费德里亚和赛摩克勒斯》 、《年轻女子习作：约克美女》、《青年头像习作》、《维纳斯与她的卫星》、《武装的武士》以及《沉睡的木若虫：萨提尔带来鲜花》。艺术史学家萨拉·波纳奇认为埃蒂选择展出《维纳斯与她的卫星》可能是为了引起人们注意到其与《为化妆舞会做准备》相似之处的注意，同时也将韦恩姐妹的美丽与传奇的维纳斯联系起来。
即使是那些对埃蒂不看好的评论家们，这回也普遍对这部作品持积极认可的态度，认为埃蒂证明了他有能力创作优秀且不依赖于裸体或性感的视觉冲击的画作，对其格外赞赏。利·亨特 (Leigh Hunt) 在《伦敦日报》中指出，评论家们“很高兴看到埃蒂将自己的才华转而发挥在被公认回报更可观的领域，我们衷心祝愿他在这一领域取得成功”；然而，同样是亨特，针对埃蒂的《维纳斯与她的卫星》，却提出了强烈的批判，认为画中无缘无故地出现裸体，“完全没有灵魂”。

## 遗产

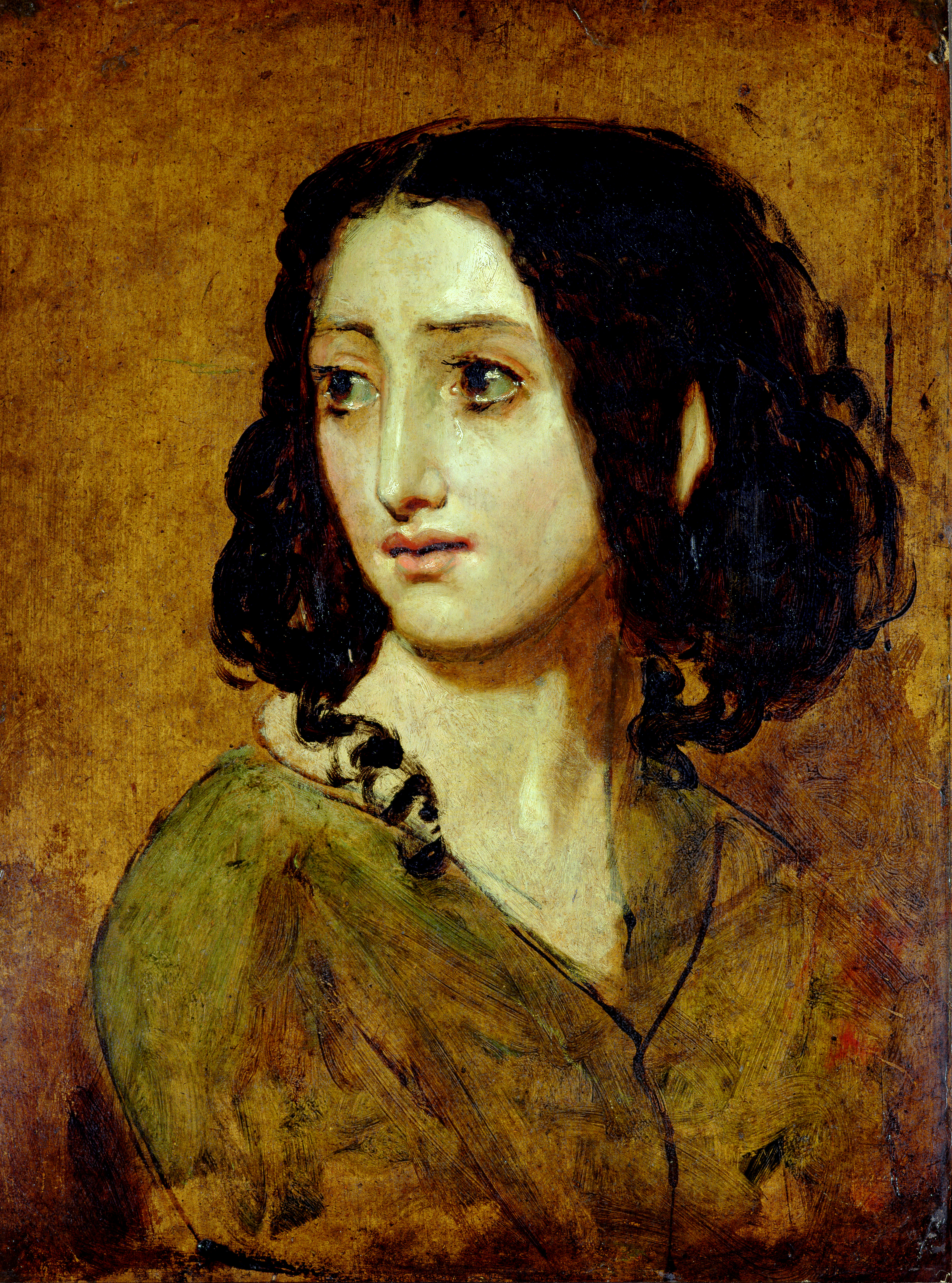
《瑞秋小姐的肖像》威廉·埃蒂，1841 年。埃蒂一生中划过许多肖像画，但却很少公开展出。

尽管埃蒂为他的朋友和熟人画了许多私人肖像，但他却很少公开展出自己创作的肖像画，他生前展出的肖像画不到 30 幅。在十九世纪很长一段时间里，肖像画被视为一种粗俗且通常毫无价值的绘画形式，肖像画家继而被看作是个贪婪且缺乏想象力的群体，他们靠满足新兴中产阶级的虚荣心而生存下来。除了《为化妆舞会做准备》这幅画之外，相比较埃蒂的肖像画，当时的评论家们更喜欢他的历史画，尽管还是对其裸体画作有争议。 然而，《为化妆舞会做准备》一画证明了埃蒂可以成功地完成英国权贵的委托进行创作，这令他在英国画家中的地位青云直上，给他的委托订单也蜂拥而至。埃蒂于1849年11月去世，其作品很快便淡出了人们的视野；到 19 世纪末，他所有画作的价格都低于原价。夏洛特·威廉姆斯·韦恩成为了著名的书信作家和日记作家； 玛丽·威廉姆斯·韦恩则与国会议员詹姆斯·米尔斯·盖斯凯尔结婚。夏洛特和玛丽均于 1869 年 4 月去世。 
1849年6月，皇家艺术协会举办了威廉·埃蒂的作品大型回顾展，其中展出了《为化装舞会做准备》，但此后的160年再没有公开展出。 夏洛特·威廉姆斯·韦恩去世时没有子嗣，这幅画由玛丽·威廉姆斯·韦恩的家人继承。 1982年，它被玛丽的曾孙女刘易斯·莫特利夫人卖给了一位私人收藏家。 2009 年，约克美术馆在艺术基金和V&A / MLA购买赠款基金会的协助下以 12万英镑的价格购买了这件作品，2011 年12月，约克美术馆在为威廉·埃蒂举办的大型展览中展出了这幅画作。

## 脚注
1. ↑  Thomas Potts was a friend of Etty's cousin Thomas Bodley. He was the early patron of William Edward Frost, who became one of Etty's most devoted imitators.[13]